# Remo Imhof
Remo Imhof (19 novembre 2003) è un saltatore con gli sci svizzero.

## Biografia
Attivo dal luglio del 2015, Imhof ha esordito ai Campionati mondiali a Planica 2023, dove si è classificato 35º nel trampolino normale, 44º nel trampolino lungo e 6º nella gara a squadre, e in Coppa del Mondo il 12 marzo 2023 a Oslo (46º); ai Mondiali di volo di Tauplitz 2024 si è classificato 31º nella gara individuale e 6º in quella a squadre. Non ha preso parte a rassegne olimpiche.

## Palmarès

### Coppa del Mondo
- Miglior piazzamento in classifica generale: 50º nel 2024